# Lasioglossum kinabaluense
Lasioglossum kinabaluense är en biart som beskrevs av Michener 1986. Lasioglossum kinabaluense ingår i släktet smalbin, och familjen vägbin. Inga underarter finns listade i Catalogue of Life.